# Andinomyia complanata
Andinomyia complanata är en tvåvingeart som först beskrevs av Vimmer och Victor Gerald Soukup 1940.  Andinomyia complanata ingår i släktet Andinomyia och familjen parasitflugor.
Artens utbredningsområde är Peru. Inga underarter finns listade i Catalogue of Life.